# 信太儀右衛門

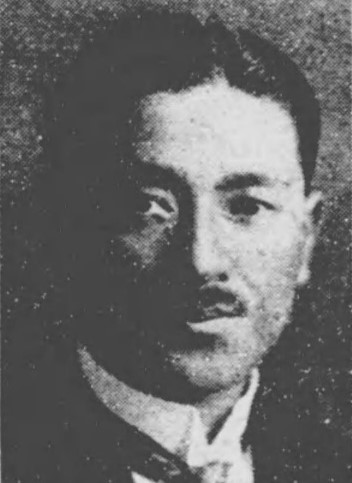
信太儀右衛門

信太 儀右衛門（しだ ぎえもん、1892年11月29日 - 1970年4月6日）は、日本の政治家。衆議院議員（5期）。

## 経歴
秋田県山本郡金岡村（現：三種町）出身。早稲田大学政治経済科を経て、札幌農学校に学ぶ。その後は金岡村長、秋田県議を歴任し、1924年の第15回衆議院議員総選挙で憲政会公認で立候補して初当選する（後立憲民政党）。以来当選5回。秋田魁新報社監査役や能代酒造社長などを務めた。
戦後、大政翼賛会の推薦議員のため、公職追放となる。追放解除後は政界に再び立候補することは無かった。
1970年4月6日、自宅の風呂場から出火、妻を助けようと家の中に入り、焼死した。

## 親族
- 妻：信太ヒサ - 金岡村長。
- 娘婿：信太正三-哲学者。ニーチェの研究者。旧姓木村。